# The Kettles in the Ozarks
The Kettles in the Ozarks è un film del 1956 diretto da Charles Lamont.
È una commedia statunitense con Marjorie Main, Arthur Hunnicutt (come sostituto di Pa Kettle), Una Merkel e Ted de Corsia. È il settimo film della serie di Ma and Pa Kettle basata sui personaggi del romanzo del 1945 The Egg and I di Betty MacDonald.

## Produzione
Il film, diretto da Charles Lamont su una sceneggiatura di Kay Lenard e Betty MacDonald, fu prodotto da Richard Wilson per la Universal International Pictures e girato negli Universal Studios a Universal City, in California da inizio aprile ai primi di maggio 1955. I titoli di lavorazione furono The Kettles in the Tall Corn e Ma and Pa Kettle in the Tall Corn.

## Distribuzione
Il film fu distribuito negli Stati Uniti nell'aprile 1956 (première a Los Angeles il 14 marzo) dalla Universal International Pictures.

## Promozione
La tagline del film era: "All New Crop of FUN! ".